# Волю-Нтем
Волю-Нтем (фр. Woleu-Ntem) — провінція на півночі Габону. Адміністративний центр — місто Оєм.

## Географія
Площа провінції становить 38 465 км².
Межує на південному сході з провінцією Огове-Івіндо, на півдні — з провінцією Середнє Огове, на південному заході — з провінцією Естуер, на півночі — з Камеруном, на заході — з Екваторіальною Гвінеєю, на сході — з Республікою Конго.

## Історія
З кінця XIX століття до 1912 року територія провінції Волю-Нтем належала Франції. 1911, після Агадірської кризи, за угодою «Марокко-Камерун», Волю-Нтем було передано Німеччині і вона увійшла до складу німецької колонії Камерун. Після завершення Першої світової війни провінція знову увійшла до складу Французької Екваторіальної Африки.

## Населення
За даними 2013 року чисельність населення становить 189 854 особи.
Динаміка чисельності населення провінції за роками:
| 1993   | 2013    |
| ------ | ------- |
| 97 271 | 189 854 |

## Департаменти
Провінція поділяється на 5 департаментів:

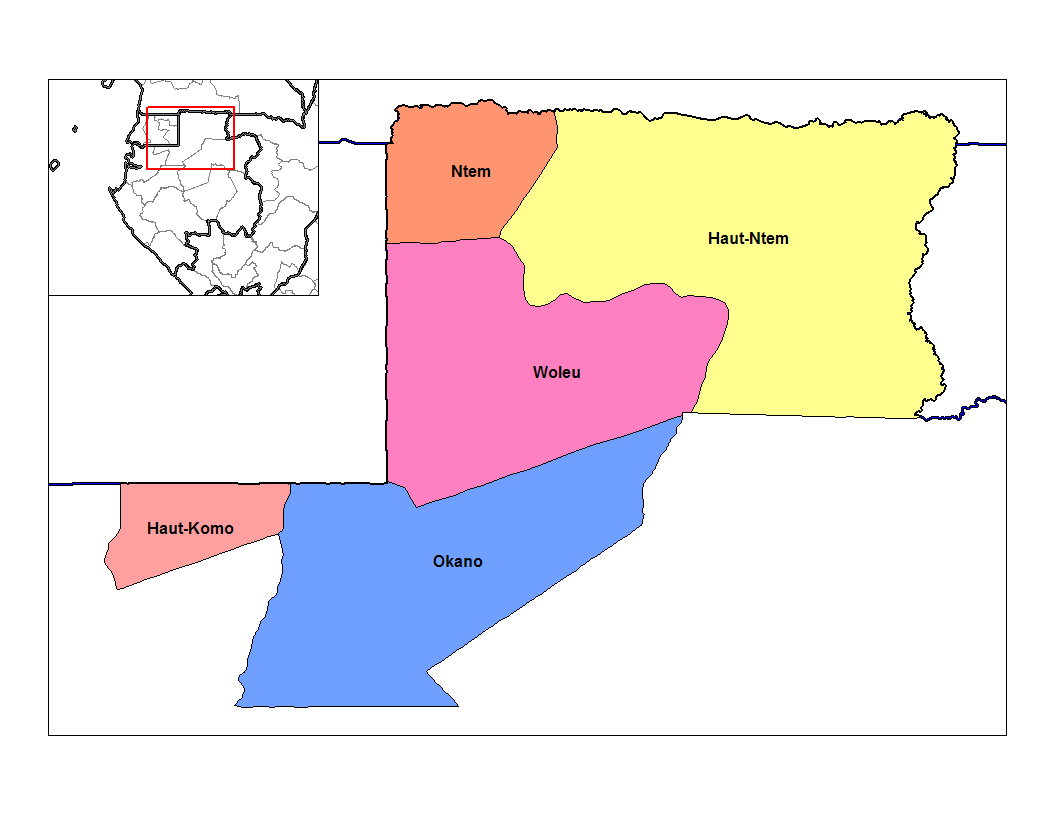
Департаменти Волю-Нтем

- Верхнє Комо (адміністративний центр — Медуно) (Haut-Komo)
- Верхній Нтем (Мінвуль) (Haut-Ntem)
- Нтем (Бітам) (Ntem)
- Окано (Міцик) (Okano)
- Воло (Ойєм) (Woleu)